# Dermatocarpon schaechtelinii
Dermatocarpon schaechtelinii är en lavart som beskrevs av Werner. Dermatocarpon schaechtelinii ingår i släktet Dermatocarpon och familjen Verrucariaceae.   Inga underarter finns listade i Catalogue of Life.